# Nick Searcy
Nick Searcy (Cullowhee, 7 marzo 1959) è un attore statunitense.

## Biografia
Nick Searcy è sposato dal 1986 con l'attrice Leslie Riley, dalla quale ha avuto due figli: Chloe e Omar.

## Filmografia parziale

### Cinema
- Il principe delle maree (The Prince of Tides), regia di Barbra Streisand (1991)
- Pomodori verdi fritti alla fermata del treno (Fried Green Tomatoes), regia di Jon Avnet (1991)
- Il fuggitivo (The Fugitive), regia di Andrew Davis (1993)
- Nell, regia di Michael Apted (1994)
- Tigerland, regia di Joel Schumacher (2000)
- Cast Away, regia di Robert Zemeckis (2000)
- One Hour Photo, regia di Mark Romanek (2002)
- La giuria (Runaway Jury), regia di Gary Fleder (2003)
- The Assassination (The Assassination of Richard Nixon), regia di Niels Mueller (2004)
- Flicka - Uno spirito libero (Flicka), regia di Michael Mayer (2006)
- Il peggior allenatore del mondo (The Comebacks), regia di Tom Brady (2007)
- La dura verità (The Ugly Truth), regia di Robert Luketic (2009)
- The Last Song, regia di Julie Anne Robinson (2010)
- L'arte di vincere (Moneyball), regia di Bennett Miller (2011)
- Gone, regia di Heitor Dhalia (2012)
- Tre manifesti a Ebbing, Missouri (Three Billboards Outside Ebbing, Missouri), regia di Martin McDonagh (2017)
- La forma dell'acqua - The Shape of Water (The Shape of Water), regia di Guillermo del Toro (2017)
- Migliori nemici (The Best of Enemies), regia di Robin Bissell (2019)
- Hotel Coppelia, regia di José María Cabral (2021)
- The Old Way, regia di Brett Donowho (2023)
- K9 - Squadra antidroga (Muzzle), regia di John Stalberg Jr. (2023)
- Reagan - Un presidente sotto i riflettori, regia di Sean McNamara (2024)

### Televisione
- Thunder Alley – serie TV, 8 episodi (1994)
- Roswell, regia di Jeremy Kagan – film TV (1994)
- Sarà per sempre (Stolen Innocence), regia di Bill Norton – film TV (1995)
- American Gothic – serie TV, 18 episodi (1995-1996)
- Seven Days – serie TV, 64 episodi (1998-2001)
- Dalla Terra alla Luna (From the Earth to the Moon) – miniserie TV, 10 puntate (1998)
- CSI: Miami – serie TV, episodio 1x18 (2002)
- Due gemelle e un pallone (Double Teamed), regia di Duwayne Dunham – film TV (2002)
- West Wing - Tutti gli uomini del Presidente (The West Wing) – serie TV, episodio 5x06 (2003)
- Rodney – serie TV, 44 episodi (2004-2008)
- Senza traccia (Without a Trace) – serie TV, episodio 7x20 (2009)
- Easy Money – serie TV, 8 episodi (2008-2009)
- Lie to Me – serie TV, episodio 2x07 (2009)
- Justified – serie TV, 65 episodi (2010-2015)
- Petals on the Wind, regia di Karen Moncrieff – film TV (2014)
- 22.11.63 – miniserie TV, 5 puntate (2016)
- The Ranch - serie TV, 2 episodi (2018)
- 9-1-1 - serie TV, episodio 2x16 (2019)
- The Hot Zone - Area di contagio (The Hot Zone) – serie TV, 5 episodi (2019)
- Unbelievable - miniserie TV, episodio 1x05 (2019)
- Manhunt – serie TV, 5 episodi (2020)
- The Perfect Couple – miniserie TV, 4 episodi (2024)

## Doppiatori italiani
Nelle versioni in italiano delle opere in cui ha recitato, Nick Searcy è stato doppiato da:
- Sergio Di Stefano in The Assassination, CSI: Miami, Il peggior allenatore del mondo
- Roberto Pedicini in Pomodori verdi fritti alla fermata del treno, Nell
- Luciano Roffi in Seven Days, The Mentalist
- Enzo Avolio in Lie To Me, The Last Song
- Angelo Nicotra in La dura verità, Justified
- Ambrogio Colombo in 22.11.63, Tre manifesti a Ebbing, Missouri
- Marco Mete in Il fuggitivo
- Nino Prester in American Gothic
- Sergio Tedesco in Tigerland
- Paolo Lombardi in Cast Away
- Cesare Rasini in Due gemelle e un pallone
- Stefano De Sando in La giuria
- Paolo Marchese in Criminal Minds
- Emidio La Vella in CSI - Scena del crimine
- Giuliano Santi in NCIS - Unità anticrimine
- Giorgio Locuratolo in L'arte di vincere
- Pieraldo Ferrante in Gone
- Gerolamo Alchieri in Hawaii Five-0
- Flavio De Flaviis in La forma dell'acqua - The Shape of Water
- Dario Oppido in The Hot Zone - Area di contagio
- Bruno Alessandro in 9-1-1
- Stefano Oppedisano in Unbelievable
- Pierluigi Astore in Migliori Nemici
- Paolo Buglioni in Manhunt
- Alberto Angrisano in K9 - Squadra antidroga
- Gianni Giuliano in The Old Way
- Fabrizio Temperini in The Perfect Couple
- Marco Balbi in Reagan - Un presidente sotto i riflettori